# Avenida Francisco Bolognesi (Lima)
La avenida Francisco Bolognesi es una de las principales avenidas distrito de Barranco, en la ciudad de Lima, capital del Perú. Se extiende de norte a sur. Las vías troncales del Metropolitano se extienden a lo largo de todo su recorrido. Su trazo es continuado al sur por la avenida Escuela Militar.
En febrero de 2008, con la construcción de las vías del Metropolitano, el tramo vehicular de norte a sur fue cerrado para ser reemplazado por las mismas que ahora utilizan dicha ruta en ambos sentidos desde su inauguración en 2010, por lo que el único tramo vehicular utilizado es de sur a norte tras la avenida Escuela Militar.

## Recorrido
Se inicia en el óvalo Balta siguiendo el trazo de la avenida República de Panamá.